# Fun, Fun, Fun
«Fun, Fun, Fun» es una canción escrita por Brian Wilson y Mike Love, para el grupo estadounidense de pop The Beach Boys. Fue publicada en sencillo en 1964 y apareció en el álbum Shut Down Volume 2.

## Escritura
La canción, escrita por Brian Wilson y Mike Love, trata sobre Shirley Inglaterra, hija del propietario de la emisora de radio KNAK en Salt Lake City, donde ella trabajó durante su adolescencia. Shirley tomó prestado el Ford Thunderbird (un "T-Bird", como lo llamaban entonces) de su padre para ir a estudiar a la biblioteca, pero en vez de dirigirse a ella, recorrió las calles de la ciudad a gran velocidad y con la radio a todo volumen, terminando su paseo en una hamburguesería. Desafortunadamente para ella, su padre averiguó que se llevó el coche mintiendole sobre sus planes, y le quitó las llaves. Al día siguiente The Beach Boys visitaron la emisora para ser entrevistados, y allí escucharon a la muchacha contando lo que había sucedido, inspirándose en su historia para escribir esta canción.
El padre de los Wilson, Murry, un conservador crítico que en ese momento era gerente y administrador de The Beach Boys, consideró la idea entera de la canción inmoral y trató de evitar su grabación. Este argumento fue la semilla del deterioro de la relación familiar y profesional entre los miembros de la banda y Murry, que fue despedido de su puesto y, unos meses más tarde, cuando "I Get Around" estuvo a punto de llegar al n.º 1 del ranking de ventas, la ruptura entre Murry y su hijo Brian.
La introducción de la canción es una copia literal de la que uso Chuck Berry en su famosa canción "Johnny B. Goode", de 1958.

## Grabación
La canción fue grabada el 1 de enero de 1964 en Western Recorders. La parte instrumental fue publicada en el álbum archivo de 2001 Hawthorne, CA. La canción tiene a Mike Love con la voz principal.

## Versión de sencillo
"Fun, Fun, Fun" fue editada en sencillo con "Why Do Fools Fall In Love" como lado B en los Estados Unidos en febrero de 1964. El sencillo alcanzó su pico máximo en el punto número n.º 5 en la cartelera del Billboard, convirtiéndose en un éxito del grupo.
En el Reino Unido el sencillo fue publicado en marzo de 1964 por Capitol Records. Sin embargo, el sencillo fracaso en las listas. En Australia, el corte alcanzó su pico máximo en la posición número n.º 6, el punto más alto en Australia hasta ese momento. En Alemania Occidental, el sencillo fue el primero en entrar en lista llegando al puesto número n.º 49.
En febrero de 1996 se editó una versión de "Fun, Fun, Fun" con Status Quo y The Beach Boys, fue publicada por Polygram Records como un sencillo en el Reino Unido.

## Publicación
La canción "Fun, Fun, Fun" es considerada como uno de los clásicos de The Beach Boys, prácticamente nunca falta en un álbum de compilación, apareció por primera vez en el álbum de estudio Shut Down Volume 2 de 1964, también fue incluida en Best of The Beach Boys de 1967, también en el exitoso álbum doble Endless Summer de 1974, en el compilado 20 Golden Greats de 1976, en el álbum británico The Very Best of The Beach Boys de 1983, en el álbum doble Made in U.S.A. de 1986, en el compilado inglés de 1990 Summer Dreams, en el exitoso box set Good Vibrations: Thirty Years of The Beach Boys de 1993, en el álbum de estudio Stars and Stripes Vol. 1 de 1996 apareció una nueva versión con Ricky Van Shelton, en Endless Harmony Soundtrack de 1998, en la primera serie de The Greatest Hits - Volume 1: 20 Good Vibrations de 1999, en The Very Best of The Beach Boys de 2001, también en Hawthorne, CA una antología del mismo año que el anterior, en el exitoso compilado de 2003 Sounds of Summer: The Very Best of The Beach Boys, en Platinum Collection: Sounds of Summer Edition de 2005 (allí también aparece la versión con Status Quo) y en el box que junta los sencillos de la banda U.S. Singles Collection: The Capitol Years, 1962-1965 de 2008, en el box Made in California de 2013.

### En vivo
Esta canción ha sido la apertura de varios conciertos del grupo, entre ellos, la apertura del álbum en directo Beach Boys Concert de 1964, también en el recital en The Lost Concert del mismo año, The Beach Boys in Concert de 1973 y también fue interpretada en el final del recital Good Timin': Live at Knebworth England 1980 editado en el 2003 y en el Live – The 50th Anniversary Tour de 2013, editado con un concierto en conmemoración de los cincuenta años de vida del grupo, aparecen dos grabaciones en vivo en Live in Sacramento 1964 editado en 2014 como álbum de descarga digital, a su vez surgieron grabaciones inedias de "Fun, Fun, Fun" que aparecieron en otro álbum de descarga digital, Keep an Eye On Summer – The Beach Boys Sessions 1964 editado en el mismo año que el anterior.